# Euryphrissa
Euryphrissa is een geslacht van vlinders uit de familie wespvlinders (Sesiidae), onderfamilie Sesiinae.
Euryphrissa is voor het eerst wetenschappelijk beschreven door Butler in 1874. De typesoort is Aegeria plumipes.

## Soorten
Euryphrissa omvat de volgende soorten:
- Euryphrissa cambyses (Druce, 1884)
- Euryphrissa chea (Druce, 1899)
- Euryphrissa cladiiformis (Walker, 1856)
- Euryphrissa croesiformis (Walker, 1856)
- Euryphrissa fasciculipes (Walker, 1865)
- Euryphrissa homotropha (Meyrick, 1921)
- Euryphrissa infera (Meyrick, 1921)
- Euryphrissa plumipes (Walker, 1865)
- Euryphrissa pomponia (Le Cerf, 1911)
- Euryphrissa remipes (Butler, 1874)
- Euryphrissa senta (Druce, 1883)
- Euryphrissa syngenica Zukowsky, 1936